# Kilrea
Kilrea (Cill Ria in gaelico irlandese) è un villaggio dell'Irlanda del Nord, situato nella contea di Londonderry.